# Neptis duryodana
Neptis duryodana är en fjärilsart som beskrevs av Moore 1858. Neptis duryodana ingår i släktet Neptis och familjen praktfjärilar. Inga underarter finns listade i Catalogue of Life.